# 南日本放送
株式會社南日本放送（日语：／ Minami Nihon Hōsō */?），通稱南日本放送、MBC，是日本的一家以鹿兒島縣為播出範圍的廣電兼營台，也是鹿兒島縣唯一的廣電兼營台。南日本放送的廣播服務開始於1953年10月10日，為JRN和NRN聯播網成員，識別呼號是JOCF。電視服務開始於1959年4月1日，為JNN聯播網成員，識別呼號是JOCF-DTV，遙控器號碼是1頻道。

## 資本構成
下表列出2021年3月31日時南日本放送的主要股東:479：
| 資本金  | 發行股份總數 | 股東數 |
| ------- | ------------ | ------ |
| 2億日元 | 400,000股    | 146    |

| 股東                   | 股份數   | 比例   |
| ---------------------- | -------- | ------ |
| MBC畠中文化基金        | 76,276股 | 19.06% |
| 鹿兒島縣政府           | 30,000股 | 07.50% |
| 岩崎產業               | 24,060股 | 06.01% |
| 鹿兒島市政府           | 21,550股 | 05.38% |
| 南日本放送從業員持股會 | 19,930股 | 04.98% |
| 南日本銀行             | 12,180股 | 03.04% |
| 南日本新聞社           | 12,000股 | 03.00% |
| 山形屋                 | 12,000股 | 03.00% |
| 岩崎公司               | 12,000股 | 03.00% |
| 中川運輸               | 12,000股 | 03.00% |

## 歷史
1952年12月12日，南日本新聞社時任社長畠中季隆提出了在鹿兒島縣設立民營廣播的構想。其發射功率達3000瓦，可覆蓋鹿兒島全縣和熊本、宮崎兩縣南部及南西諸島:15。時任鹿兒島縣知事重成格和當地財界都曾認為鹿兒島縣並無設立民營廣播的必要，但在畠中季隆的勸說下，鹿兒島縣各界開始同意創建民營廣播。翌年1月31日，南日本電台（ラジオ南日本）舉辦發起人總會，鹿兒島縣各市町村（當時處於美軍統治的大島郡除外）均參與出資:15。為了讓當時被美軍統治的奄美群島也能收聽到來自日本本土的廣播，南日本電台獲准以3000瓦功率發射電波，是當時日本唯一功率達3000瓦的地方電台:16。
為了獲得更多廣告，南日本電台將開播日從原本預定的1953年11月1日提前。10月10日清晨5時半，南日本電台正式開始播出節目，成為鹿兒島縣第一家民營電台:20。南日本電台在開播時舉辦了公開徵集社歌的活動，提高了公司的知名度:22-23。11月1日，南日本電台遷入位於易居町的總部:34。同一天南日本電台還開設了東京、大阪、福岡分公司，強化廣告營業活動:35。同年12月，南日本電台直播了美國將奄美群島主權交還給日本的儀式:26。1958年，南日本電台的營業收入已超過2億日元:37。
1956年2月，南日本電台向郵政省提出了電視播出執照申請，並在1957年10月22日獲得電視播出執照:38。1958年11月1日，南日本電台在鹿兒島市高麗町動工修建。並在翌年1月29日竣工:39。1959年4月1日早晨8時45分，南日本電台正式開始播出電視節目:40。開播後南日本電台的電視部門加入了JNN聯播網:44-45。在開播一年後，南日本電台電視開始在白天也播出電視節目:45。同時鹿兒島縣內的電視機台數也從開播時的5,520台增加到1960年的1.6萬台:42。南日本電台的電視部門還迅速佔據了鹿兒島縣的大部分高收視節目:46，且廣告收入僅一年就超過了廣播部門:48。1961年10月，南日本電台將公司名改為南日本放送，但繼續使用「MBC」這一英文簡稱:40，並在變更公司名稱的同時啟用了新商標:79。1962年度，南日本放送的電視部門收入比前一年增加了40.6%:54。1964年，南日本放送實現每天播出17小時的電視節目，當時播出節目中53.57%是來自聯播網的節目、39.29%是錄影節目、7.14%是自製節目:46。
1957年12月1日，南日本電台工會成立。1962年3月21日，由於資方未滿足工會的提薪需求，南日本放送工會在3月21日進行了5小時的罷工，停播一切節目。但由於兩者之間在罷工後仍未妥協，工會在3月25日發起了長達3天的罷工，最後以資方部分妥協才令罷工得以收場:83。
1966年7月7日，南日本放送首次播出彩色電視節目。當時南日本放送每週僅播出2.5小時的彩色節目:56。1969年，隨著鹿兒島電視台開播，南日本放送的部分電視節目改在鹿兒島電視台播出，同時廣告收益也因出現競爭對手而受到影響:57。1972年，南日本放送全面轉播了在鹿兒島縣舉辦的太陽國體，並且協助舉辦了第20屆日本民營廣播大會，在日本廣播界的存在感也因這兩個活動而大幅提高:90-93。據1971年南日本放送和鹿兒島電視台共同舉辦的收視率調查，當時鹿兒島縣內的全日平均收視率中，南日本放送佔據56.5%的份額（NHK是25%、鹿兒島電視台是19.8%），具有壓倒性優勢:94。
在開播20週年的1973年，南日本放送受到當時日本各地流行的大規模博覽會的刺激，計劃耗資50億日元舉辦「太陽博覽會」活動。但由於第一次石油危機的影響，該計劃擱淺:108-109。但在4年後的1977年，為紀念西鄉隆盛逝世100週年，南日本放送舉辦了「大西鄉博」，吸引超過40萬人參觀:110-111。同年1月28日，南日本放送在奄美大島名瀨設置轉播站，使奄美大島亦能收看到民營電視台的節目:100-101。1975年，南日本放送啟用了第三代商標:108。
1982年，鹿兒島縣第三家民營電視台鹿兒島放送開播。南日本放送直接參與了鹿兒島放送的開播準備工作，兩者雖然是競爭對手，但亦有兄弟台的關係:118。同年南日本放送開始播出立體聲節目:134。1983年，在開播30週年之際，南日本放送啟用了由1972年札幌冬奧會和沖繩國際海洋博覽會標誌設計者永井一正設計的現行商標:114。1990年，南日本放送和韓國全州文化廣播及美國WXIA-TV簽訂了姊妹台合約，加強國際合作:143。1993年「8.6洪水」時，南日本放送在總部進水的情況下中斷核心局TBS送出的節目，播出新聞特別節目，報道洪水的最新動態，獲得了JNN賞的肯定:156-158。
1996年，南日本放送開設了官方網站:163。2001年，南日本放送舉辦了超古代文明展和瑪雅文明展兩次大型展覽，吸引了近10萬人參觀，成功開拓廣告以外的收入:174-175。在開播50週年的2003年之際，南日本放送再次舉辦了瑪雅文明展，並且在廣播和電視均製作了一系列特別節目:182-183。2006年12月1日，南日本放送開始播出數位電視訊號:186，並在2011年7月24日停止播出類比電視訊號。。2016年至2018年，南日本放送連續三年獲得收視率三冠王，是JNN聯播網唯一連續三年獲得三冠王的電視台。

## 廣播部門
南日本放送的《城山雀》、《希望的領結》、《無歌的歌謡曲》三個節目是從開播同時播出至今的長壽節目:24。但隨著電視的快速成長，1960年，南日本放送的廣播廣告費被電視廣告費超過:24。南日本放送的廣播部門在1965年加入以TBS為核心局的JRN聯播網，1968年加入以文化放送和日本放送為核心局的NRN聯播網:24。加入聯播網後，南日本放送廣播部門的廣告收入明顯增加，在1966年至1975年的10年間增加了3.74倍:24。
1954年，為播出12號颱風的新聞，南日本放送實現了首次徹夜播出:27。翌年南日本放送對第27屆日本眾議院議員總選舉進行了全面報道，是南日本放送的首次選舉報道:28。1981年，南日本放送的廣播發射功率增加到20千瓦，覆蓋範圍大幅擴大:136-137。
2011年，南日本放送的廣播部門開始在radiko上播出節目，擴展網路平台，並在2015年開始利用FM電波播出節目。

## 電視部門
1961年7月3日，南日本放送開始在每天傍晚18時55分播出5分的帶狀地方新聞節目，並在翌年開始一天播出兩次地方新聞:60。1966年4月，南日本放送開始播出其首個新聞之外的自製節目《週一之窗》（月曜の窓）:94。1970年代初期，南日本放送已有6個自製節目，其中新聞資訊類節目和娛樂節目各半:94-95。1973年7月，南日本放送播出了其首個帶狀資訊節目《主婦廣角》（奥様ワイド　MBCですこんにちは！），在週一至週五上午播出，開播一年後即成為佔據率達70%的高收視率節目:95-96。該節目播出了13年共3,260期，有多達30萬人曾以嘉賓或現場觀眾的形式直接參加該節目:96。2014年，南日本放送在午後開始播出帶狀資訊節目《鹿兒島4》，也是時隔24年再次在傍晚播出自製帶狀資訊節目。
1976年10月，南日本放送在週一至週五傍晚18點開始播出帶狀新聞節目《MBC6時 這裡是新聞》（MBC6時·こちら報道），也是南日本放送首個大型新聞節目:98。1982年，南日本放送開始在聯播TBS的晨間資訊節目時插入自製的地方新聞:116。南日本放送在1987年於總部附近修建了高5層，總樓面面積2,000平方公尺的報道中心，全面強化新聞節目:119-120。南日本放送的現在的傍晚新聞節目《MBC NEWS NOW》是從1990年開始播出至今的長壽節目:124。
自1984年開始播出的《鹿兒島嬉遊記》在每週三晚間20點播出，節目內容以鹿兒島縣內各地資訊為主，是南日本放送的招牌節目，也是南日本放送第一個在黃金時段播出的大型自製節目:126-127。南日本放送的另一黃金時段自製節目《包羅萬象新視界》原本是深夜節目，在2010年開始升格至黃金時段播出。《包羅萬象新視界》現在的播出時間是每週三晚間19點，是穩定獲得10%以上收視率的人氣節目。

## 註释
1. ↑  「三冠」指全日（6:00-24:00）、黃金時間（19:00-22:00）、晚間時段（19:00-23:00）三個時段皆獲得收視率第一。

## 外部連結
- MBC南日本放送官方網站 （页面存档备份，存于）
- YouTube上的MBC南日本放送頻道
- MBC南日本放送的X（前Twitter）
- 鹿兒島 MBC 南日本放送的Facebook專頁
- MBC南日本放送的Instagram帳戶